# Albert Briand
Pour les articles homonymes, voir Briand.
Albert Briand, né le 5 août 1909 à Saint-Pierre et mort le 29 mai 1966 dans la même ville, est un homme politique français. Il est député de Saint-Pierre-et-Miquelon entre 1962 et 1966.

## Biographie

### Famille
Sa famille paternelle est une des plus anciennes de Saint-Pierre-et-Miquelon. Originaire de Saint-Malo, elle s’établit dans l’archipel en 1765. Chassée par l’occupation britannique à la fin du XVIIIe siècle, elle s’y réinstalle définitivement en 1816.
Albert Joseph Briand naît le 5 août 1909 à Saint-Pierre. Il est le fils d’Albert Théodore Briand (1866-1950) et d’Annabella Madigan (1877-1947), et le sixième-né d’une fratrie de douze enfants. Il épouse Marie Déminiac en juin 1932 ; ensemble, ils ont deux filles, Annabella et Nicole. Il est le beau-frère d’Henri Claireaux, qui fut sénateur de 1947 à 1968.

### Formation et carrière
Il suit une partie de ses études au collège Sainte-Mary à Halifax, dans la province canadienne de la Nouvelle-Écosse. En 1932, à son retour dans l’archipel, il s’installe comme commerçant dans sa ville natale de Saint-Pierre.
Avec son beau-frère Henri, il fait partie pendant la Seconde Guerre mondiale de l’élite collaborationniste saint-pierraise, ce qui leur vaut d’être arrêtés, au début de l’année 1944, par les armées de la France libre. Tous deux anti-gaullistes virulents, ils deviennent néanmoins adversaires politiques.
Dans les années 1950, il développe des activités dans l’économie maritime et le tourisme. Propriétaire d’un hôtel et du plus grand magasin de Saint-Pierre, il fonde la compagnie Air Saint-Pierre, unique compagnie aérienne régulière opérant sur l’archipel. Il est également éditeur de l’hebdomadaire L’Écho des îles Saint-Pierre-et-Miquelon.

### Parcours politique
Il se porte candidat aux élections législatives de 1962 dans la circonscription de Saint-Pierre-et-Miquelon. La radiocommunication occupe une place importante dans sa campagne, au cours que laquelle il dénonce notamment le parachutage du député sortant, Dominique-Antoine Laurelli. Alors que l’élection est organisée dans le territoire au scrutin uninominal majoritaire à un tour, Albert Briand est élu député avec 962 suffrages, soit 40,4 % contre 33,3 % pour Auguste Maufroy, commerçant à Saint-Pierre, et 26,3 % pour Dominique-Antoine Laurelli,.
À l’Assemblée nationale, il décide de siéger sur les bancs des non-inscrits. Le 19 janvier 1963, il est nommé membre titulaire du conseil de surveillance de la Caisse centrale de coopération économique (CCCE). Au printemps 1964, opposé à la majorité du conseil général de Saint-Pierre-et-Miquelon, Albert Briand démissionne de son mandat de député. Une élection législative partielle est organisée le 30 août 1964. Son principal adversaire est Georges Blin, dont le suppléant est Henri Morazé, vice-président du conseil général qui fit fortune durant la prohibition aux États-Unis et propriétaire du musée de Saint-Pierre.
Il est réélu par 1 246 voix, soit 54,5 % des suffrages exprimés. Sa victoire provoque la démission de treize des quatorze élus du conseil général de Saint-Pierre-et-Miquelon, le 2 septembre 1964. Après une élection territoriale partielle en novembre de la même année, où il ne rencontre aucune opposition, Albert Briand prend la présidence du conseil général mais démissionne l’année suivante, ainsi que l’ensemble de l’assemblée, pour protester contre l’envoi par le gouvernement de gendarmes métropolitains afin de régler la grève des dockers,. Le conseil général est reconduit quasi à l’identique en août 1965.
Pendant son mandat parlementaire, il siège relativement peu à l’Assemblée nationale : il ne prend pas part au vote autorisant la ratification du traité de l’Élysée, est absent lors de l’examen du projet de loi encadrant les modalités d’exercice du droit de grève dans les services publics et est excusé, au titre de l’article 159 du règlement de l’Assemblée, lors du vote sur la réforme du service militaire. Entre 1964 et 1966, il ne prend la parole que deux fois dans l’hémicycle.

### Mort et hommages
Albert Briand meurt d’une crise cardiaque le 29 mai 1966, à l’âge de 56 ans, à Saint-Pierre,. Son suppléant, Henry Le Besnerais, lui succède à l’Assemblée nationale jusqu’aux élections législatives de 1967. Son éloge funèbre y est prononcé par Jacques Chaban-Delmas le 7 juin. Il est inhumé au cimetière de Saint-Pierre.
La rue Nielly à Saint-Pierre est renommée en son honneur « rue Albert-Briand » par arrêté no 1150 du 26 septembre 1974. En mars 1994, le nom d’Albert Briand est attribué au premier ATR 42 de la compagnie Air Saint-Pierre, dont son gendre a repris la direction. Un timbre à son effigie est émis par La Poste en mars 2014.